# Mietvilla Emil Reibestein
Die Mietvilla von Emil Reibestein steht im Stadtteil Niederlößnitz des sächsischen Radebeul, in der Paradiesstraße 26. Sie wurde in den Jahren 1899/1900 durch die Baufirma „Gebrüder Ziller“ errichtet.

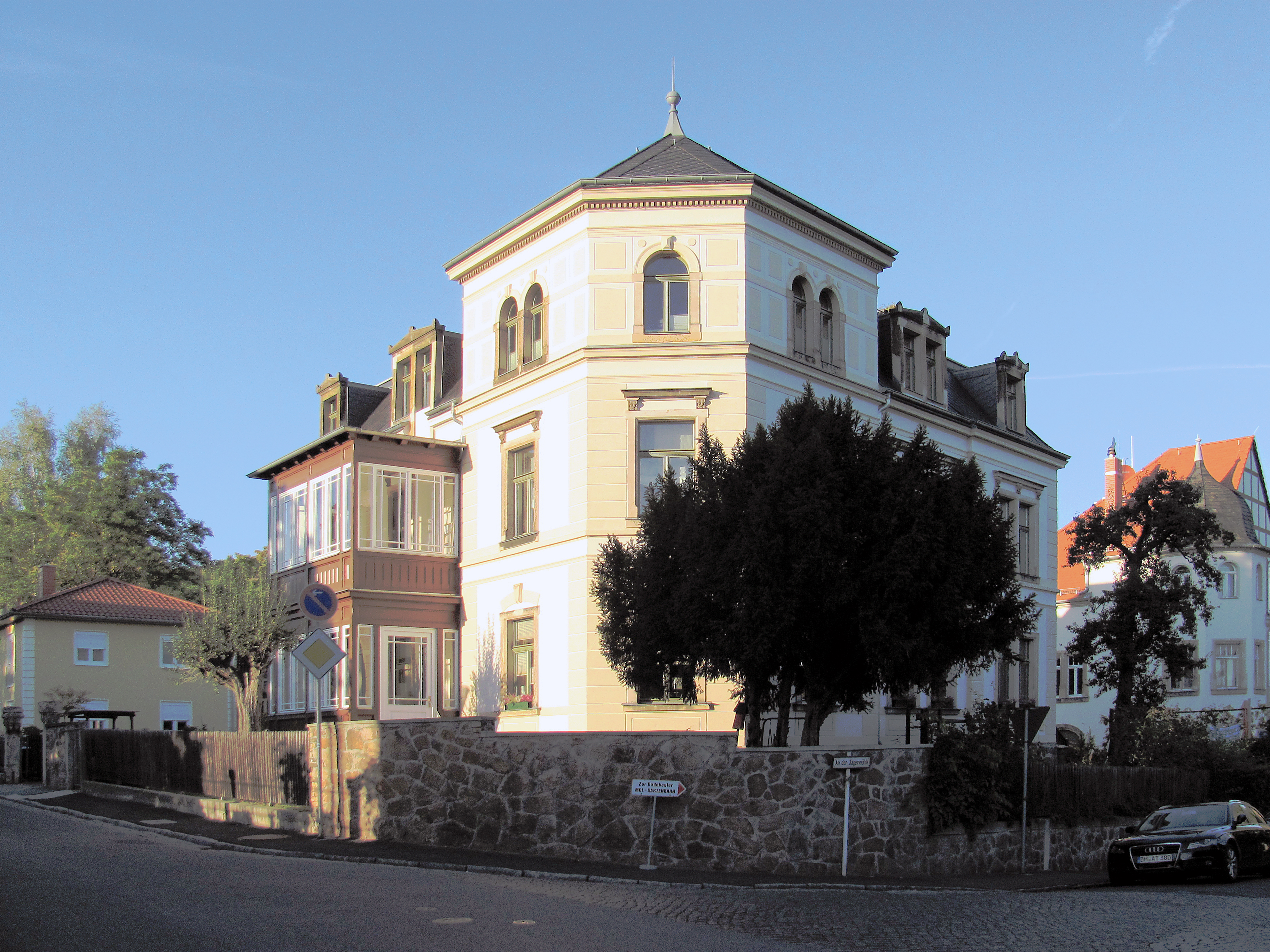
Mietvilla Emil Reibestein, rechts An der Jägermühle 1

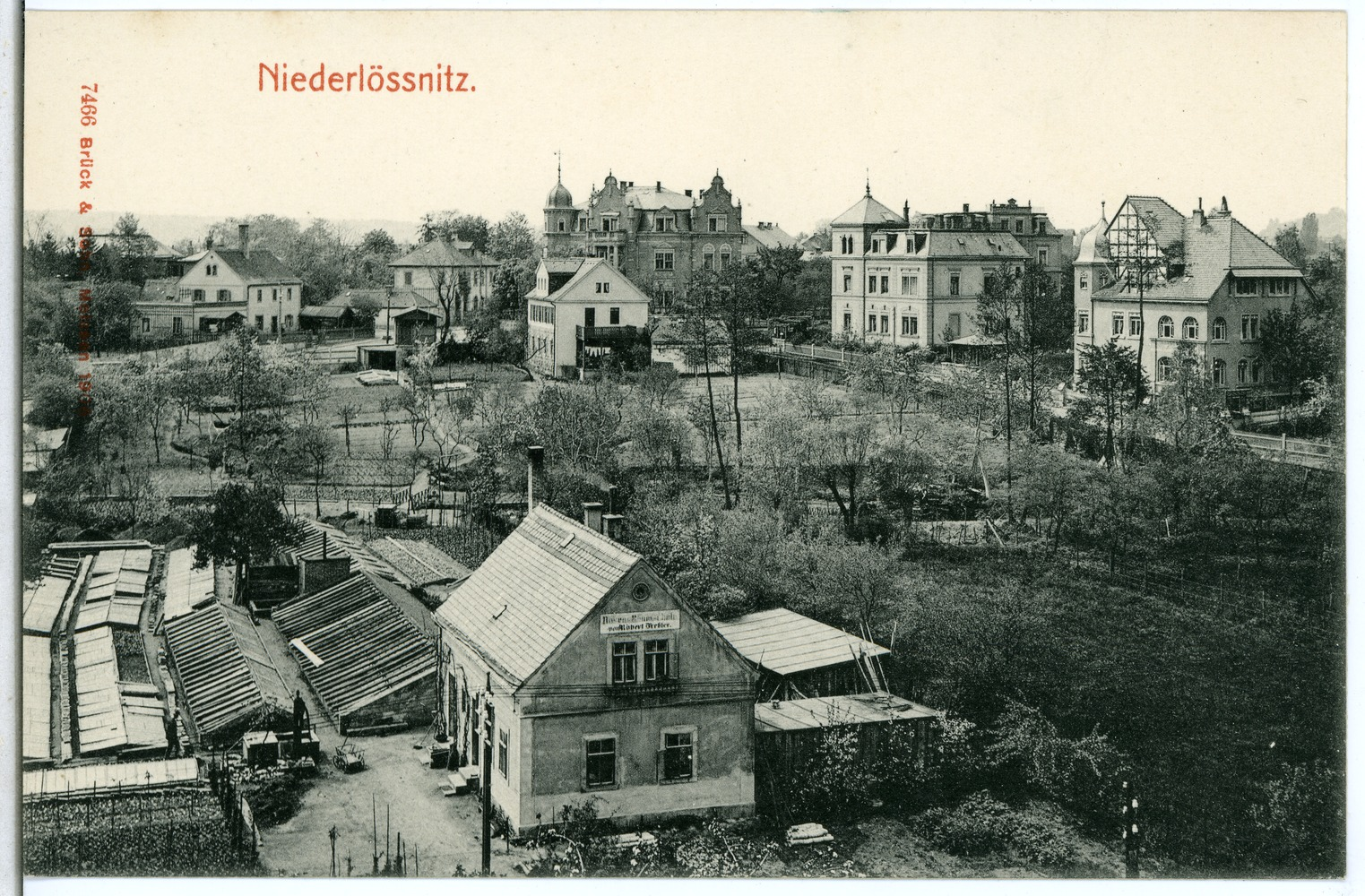
Kreuzung Paradiesstraße/An der Jägermühle, 1906. Vom Gelände der heutigen Gartenbahn Radebeul aus. Rechts der Winzerstraße 2 (Bildmitte) steht hiesige Mietvilla, dann folgt An der Jägermühle 1.

An der Paradiesstraße gegenüber stehen die denkmalgeschützten Wohnhäuser Winzerstraße 2 und Paradiesstraße 5.

## Beschreibung
Die zweigeschossige, zusammen mit ihrer Einfriedungsmauer unter Denkmalschutz stehende Mietvilla steht auf einem Eckgrundstück zur Straße An der Jägermühle. Sie steht auf einem Bruchsteinsockel und hat ein verschiefertes, ausgebautes Pyramidenstumpfdach.
Das Wohnhaus hat einen fünfeckigen Grundriss, der durch eine verbrochene Ecke an der Straßenkreuzung entsteht. Die verbrochene Ecke nimmt ein dreigeschossiger Eckrisalit mit Walmdach und Turmknauf ein. Am jeweils anderen Ende der zwei Straßenansichten befindet sich ein Seitenrisalit. In der Straßenansicht zur Paradiesstraße steht eine zweigeschossige Holzveranda mit Austritt obenauf. In der dortigen Seitenansicht befindet sich der Eingang in einem Altan.
Die verputzten Fassaden werden feinteilig durch Gesimse, Bänderungen und Eckquaderungen gegliedert. Die rechteckigen Fenster werden durch Sandsteingewände eingefasst und im Erdgeschoss durch Überfangbögen geschmückt, im Obergeschoss durch gerade Verdachungen. Die Fenster im Dachgeschoss des Eckturms sind Rundbogenfenster, die sich daneben befindlichen Dachgauben zeigen Akroterenmotive.
Im Hausflur befindet sich ein bemerkenswertes Deckengemälde.
Die Einfriedung ist eine Stützmauer aus Syenit-Bruchstein.

## Geschichte
Der Steinsetzmeister und spätere Tiefbauunternehmer Friedrich Hermann Emil Reibestein beantragte im Februar 1899 den Bau eines Wohngebäudes nach Entwurf der Gebrüder Ziller, dazu einen Stall mit angebautem offenem Schuppen. Nach der Baugenehmigung im Juli 1899 erfolgte die Ingebrauchnahmegenehmigung im Februar 1900.
Im Jahr 1916 wurde die Veranda aufgestockt und im Dachgeschoss ein Austritt geschaffen.